# SOCOM 3: U.S. Navy SEALs
SOCOM 3 U.S. Navy SEALs es un videojuego de disparos tácticos desarrollado por Zipper Interactive y publicado por Sony Computer Entertainment exclusivamente para PlayStation 2. Es la secuela de SOCOM II: U.S. Navy SEALs.
Los servidores en línea de este juego, junto con otros títulos de PlayStation 2 y PlayStation Portable SOCOM, se cerraron el 31 de agosto de 2012.

## Trama
En la campaña del norte de África, la escuadra del jugador (Spectre) está formada por 'Jester' y los SEALs 'Killjoy' y 'Simple'. El equipo SEAL de Specter lucha contra el Frente Patriótico del Norte de África (NAPF), el Frente Patriótico Argelino renombrado de SOCOM II: U.S. Navy SEALs, dirigido por el general megalómano Heydar Mahmood y el coronel Sarwat, su segundo al mando. Mahmood había ganado el control de Argelia a través de un golpe de Estado durante el juego anterior, y ahora la NAPF acaba de lanzar una ofensiva en un país vecino sin nombre, mientras que el equipo SEAL está alistado para apoyar a las fuerzas locales que intentan repeler a la NAPF.
En las misiones del sur de Asia, 'Killjoy' y 'Simple' son reemplazados por los operativos británicos del Servicio de Barcos Especiales 'Flash' y 'Chopper'. En estas misiones, el jugador lucha contra una organización de piratería llamada 'The Fist and Fire'.
Las últimas misiones tienen lugar en Polonia, donde los SEAL luchan contra una organización terrorista ultranacionalista bien financiada llamada Nueva Orden Eslava (NSO). En estas misiones, 'Flash' y 'Chopper' son reemplazados por los operativos de GROM 'Deadpan' y 'Coldkill'.

## Desarrollo
Zipper Interactive decidió exigir a los jugadores de SOCOM 3 U.S. Navy SEALs que verifiquen sus identidades mediante el uso de una tarjeta de crédito, tarjetas de débito o tarjetas de regalo VISA. Si los jugadores no se verifican a sí mismos, no se les otorgarán rangos, ni se les permitirá unirse a listas de amigos, juegos clasificados o clanes. La versión PAL de SOCOM 3 U.S. Navy SEALs no necesitaba ser verificada para jugar en línea. El blog de SOCOM, creado por el equipo de Sony PlayStation para brindarles a los jugadores un vistazo a la creación del juego, Declaró que esto tenía la intención de mantener a los tramposos de SOCOM alejados del juego.
El juego está situado en Polonia, el sur de Asia y el norte de África. La zona de operaciones del sur de Asia se especificó originalmente como Bangladés, pero se cambió después de una queja del gobierno de Bangladés.
El primer paquete de mapas se lanzó para una prueba gratuita de dos semanas el 27 de junio de 2006. Después de la prueba de dos semanas, los jugadores tuvieron la oportunidad de comprar el paquete de mapas a través de la tienda SOCOM en la sección de la comunidad SOCOM. Se lanzaron dos paquetes de mapas más que contienen mapas de SOCOM y SOCOM 2